# گانا والسکا
گانا والسکا (انگلیسی: Ganna Walska; ۲۶ ژوئن ۱۸۸۷ – ۲ مارس ۱۹۸۴) خواننده اپرا و معمار منظر اهل ایالات متحده آمریکا بود.